# Aurach (Bajorország)
Aurach település Németországban, azon belül Bajorországban. Lakosainak száma 3166 fő (2023. december 31.).

## Népesség
A település népessége az elmúlt években az alábbi módon változott:
| Lakosok száma | 2294 | 1293 | 2833 | 2838 | 2829 | 2902 | 2918 | 2916 | 3131 | 3166 |
|               | 1970 | 1975 | 2011 | 2012 | 2014 | 2015 | 2017 | 2019 | 2022 | 2023 |